# Jasnić Brdo
Jasnić Brdo – wieś w Chorwacji, w żupanii karlowackiej, w gminie Krnjak. W 2011 roku liczyła 10 mieszkańców.